# محمد سفيان بلرقاع
محمد سفيان بلرقاع (مواليد 21 مارس 1991–) هو لاعب جودو جزائري، في 2019 فاز بميدالية فضية في بطولة أفريقيا للجودو 2019 وزن أكثر من 100 كغ.

## إحصائيات
| بطولة أفريقيا | بطولة أفريقيا             | بطولة أفريقيا  | بطولة أفريقيا | بطولة أفريقيا |
| السنة         | البطولة                   | المكان         | الميدالية     | الفئة         |
| ------------- | ------------------------- | -------------- | ------------- | ------------- |
| 2019          | بطولة أفريقيا للجودو 2019 | الرباط، المغرب | فضية          | +100 كغ       |

## وصلات خارجية
- محمد سفيان بلرقاع على موقع الفيدرالية الدولية للجودو (الإنجليزية)
- محمد سفيان بلرقاع على موقع JudoInside.com (الإنجليزية)
- محمد سفيان بلرقاع على موقع AllJudo.net (الفرنسية)